# Scène de chasse sous la neige
Scène de chasse sous la neige est un tableau réalisé en 1864 par le peintre français Gustave Courbet. De format paysage, cette huile sur toile représente un cerf poursuivi par une meute de chiens dans un paysage enneigé. Elle saisit le bat-l'eau au terme d'une chasse à courre, l'animal acculé s'élançant hors de la forêt vers un plan d'eau gelé. Acquise en 2025, l'œuvre est conservée au musée de la Chasse et de la Nature, à Paris.

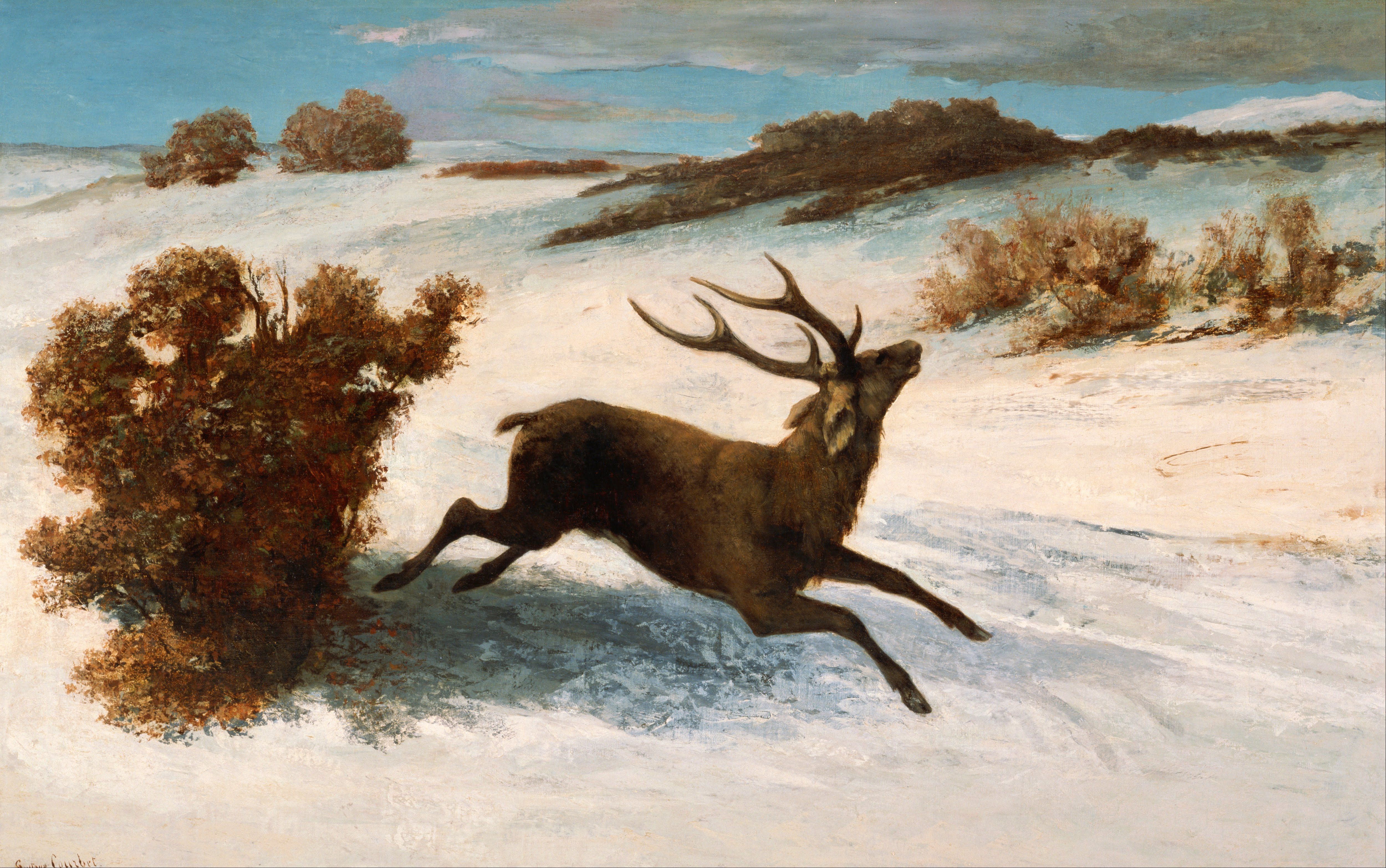
Cerf courant dans la neige, vers 1856-1857 – Musée Artizon, Tokyo.
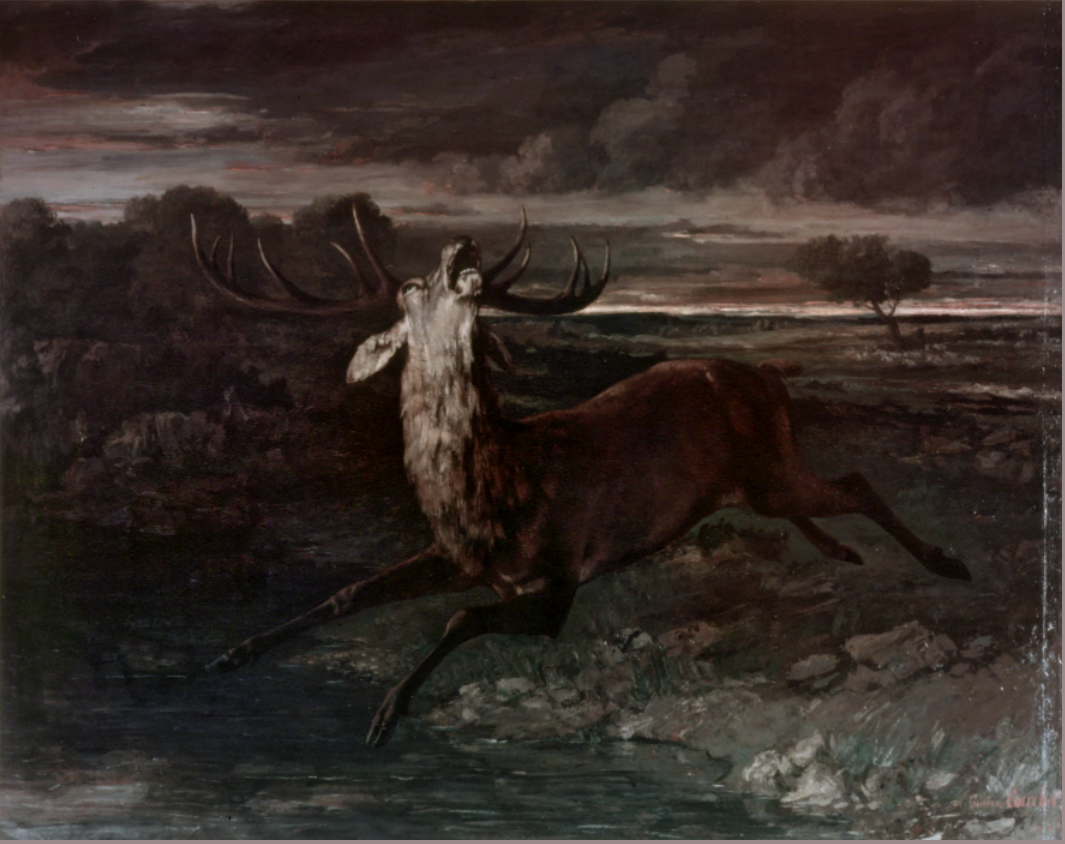
Le Cerf à l'eau, 1861 – Musée des Beaux-Arts de Marseille, Marseille.
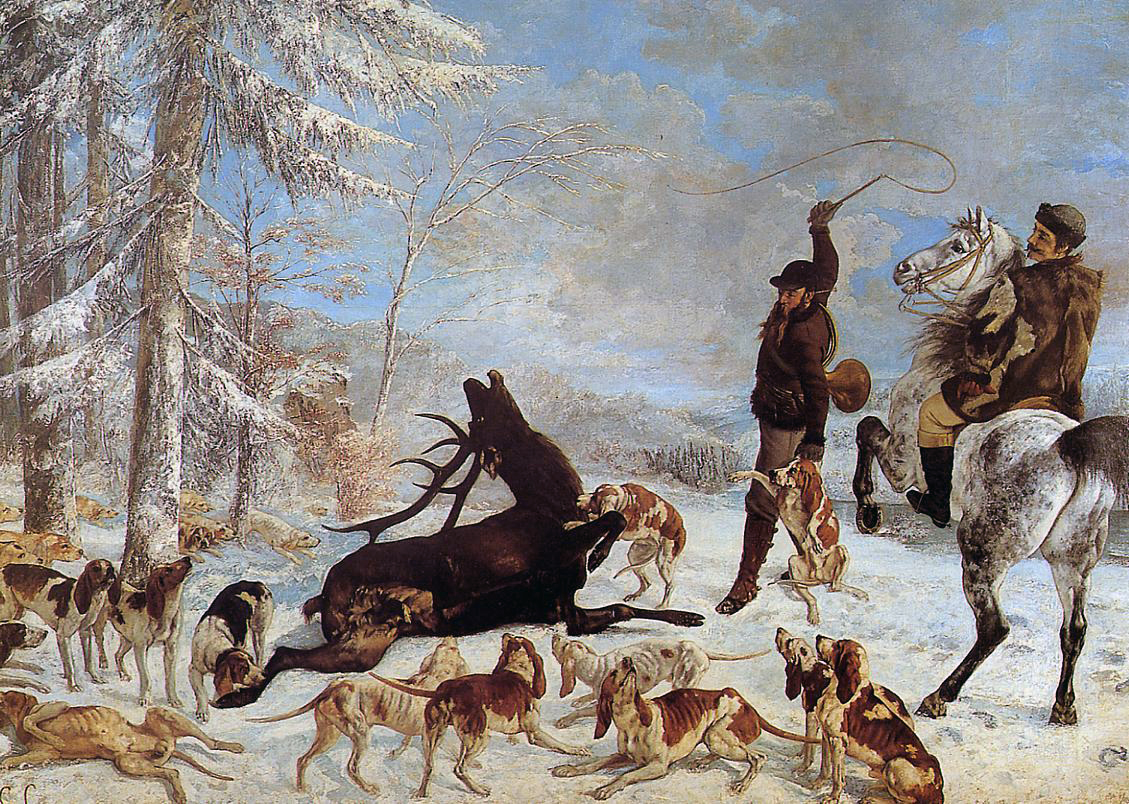
L'Hallali du cerf, 1867 – Musée des Beaux-Arts et d'Archéologie de Besançon, Besançon.